# Estellah Fils Rabetsara
Estellah Fils Rabetsara (sinh ngày 29 tháng 5 năm 1994) là vận động viên bơi lội thi đấu cho Madagascar tại Thế vận hội Mùa hè 2012. Cô đã tham gia cuộc thi tự do 100m nữ, nơi cô xếp hạng # 44 với thời gian 1:01.11. Cô không tiến vào bán kết. Rabetsara thi đấu trong cùng một nội dung vào năm 2012.